# Saint-Uze
Saint-Uze és un municipi francès situat al departament de la Droma i a la regió d'Alvèrnia-Roine-Alps. L'any 2007 tenia 1.842 habitants.

## Demografia

### Població
El 2007 la població de fet de Saint-Uze era de 1.842 persones. Hi havia 752 famílies de les quals 215 eren unipersonals (95 homes vivint sols i 120 dones vivint soles), 219 parelles sense fills, 256 parelles amb fills i 62 famílies monoparentals amb fills.
La població ha evolucionat segons el següent gràfic:
Habitants censats

### Habitatges
El 2007 hi havia 907 habitatges, 766 eren l'habitatge principal de la família, 38 eren segones residències i 103 estaven desocupats. 658 eren cases i 245 eren apartaments. Dels 766 habitatges principals, 471 estaven ocupats pels seus propietaris, 281 estaven llogats i ocupats pels llogaters i 14 estaven cedits a títol gratuït; 5 tenien una cambra, 40 en tenien dues, 147 en tenien tres, 231 en tenien quatre i 343 en tenien cinc o més. 536 habitatges disposaven pel capbaix d'una plaça de pàrquing. A 362 habitatges hi havia un automòbil i a 291 n'hi havia dos o més.

### Piràmide de població
La piràmide de població per edats i sexe el 2009 era:
| Homes | Edats   | Dones |
| ----- | ------- | ----- |
| 0     | 95 o +  | 1     |
| 0     | 90 a 94 | 1     |
| 13    | 85 a 89 | 26    |
| 16    | 80 a 84 | 12    |
| 16    | 75 a 79 | 37    |
| 45    | 70 a 74 | 48    |
| 41    | 65 a 69 | 61    |
| 42    | 60 a 64 | 27    |
| 47    | 55 a 59 | 47    |
| 65    | 50 a 54 | 60    |
| 68    | 45 a 49 | 49    |
| 56    | 40 a 44 | 79    |
| 42    | 35 a 39 | 51    |
| 73    | 30 a 34 | 50    |
| 27    | 25 a 29 | 53    |
| 45    | 20 a 24 | 33    |
| 58    | 15 a 19 | 79    |
| 61    | 10 a 14 | 77    |
| 34    | 5 a 9   | 45    |
| 33    | 0 a 4   | 42    |

## Economia
El 2007 la població en edat de treballar era de 1.142 persones, 805 eren actives i 337 eren inactives. De les 805 persones actives 670 estaven ocupades (356 homes i 314 dones) i 135 estaven aturades (62 homes i 73 dones). De les 337 persones inactives 129 estaven jubilades, 94 estaven estudiant i 114 estaven classificades com a «altres inactius».

### Ingressos
El 2009 a Saint-Uze hi havia 787 unitats fiscals que integraven 1.905,5 persones, la mediana anual d'ingressos fiscals per persona era de 15.459 €.

### Activitats econòmiques
Dels 69 establiments que hi havia el 2007, 3 eren d'empreses alimentàries, 5 d'empreses de fabricació d'altres productes industrials, 15 d'empreses de construcció, 17 d'empreses de comerç i reparació d'automòbils, 2 d'empreses de transport, 5 d'empreses d'hostatgeria i restauració, 3 d'empreses financeres, 1 d'una empresa immobiliària, 2 d'empreses de serveis, 12 d'entitats de l'administració pública i 4 d'empreses classificades com a «altres activitats de serveis».
Dels 24 establiments de servei als particulars que hi havia el 2009, 1 era una oficina de correu, 1 taller de reparació d'automòbils i de material agrícola, 1 autoescola, 2 paletes, 8 guixaires pintors, 1 fusteria, 3 lampisteries, 1 electricista, 1 empresa de construcció, 2 perruqueries i 3 restaurants.
Dels 7 establiments comercials que hi havia el 2009, 1 era una botiga de menys de 120 m², 2 fleques, 1 una carnisseria, 1 una llibreria, 1 una botiga de roba i 1 una floristeria.
L'any 2000 a Saint-Uze hi havia 34 explotacions agrícoles que ocupaven un total de 434 hectàrees.

## Equipaments sanitaris i escolars
L'únic equipament sanitari que hi havia el 2009 era una farmàcia.
El 2009 hi havia 1 escola maternal i 1 escola elemental.

## Poblacions més properes
El següent diagrama mostra les poblacions més properes.